# Henry Vane, 2:e earl av Darlington
Henry Vane, 2:e earl av Darlington, född 1726, död 1792, son till Henry Vane, 1:e earl av Darlington, och lady Grace FitzRoy. 
Henry Vane var parlamentsledamot (whig) 1749–1758. Sistnämnda år efterträdde han sin far som earl av Darlington och fungerade som guvernör över Carlisle 1763–1792. Han dog på Raby Castle nära Durham, där han också är begravd. 
Han gifte sig 1757 i London med Margaret Lowther (1734–1800), dotter till Robert Lowther, guvernör över Barbados.
Tre barn, däribland:
- William Vane, 1:e hertig av Cleveland (1766–1842)